# Henri van Booven

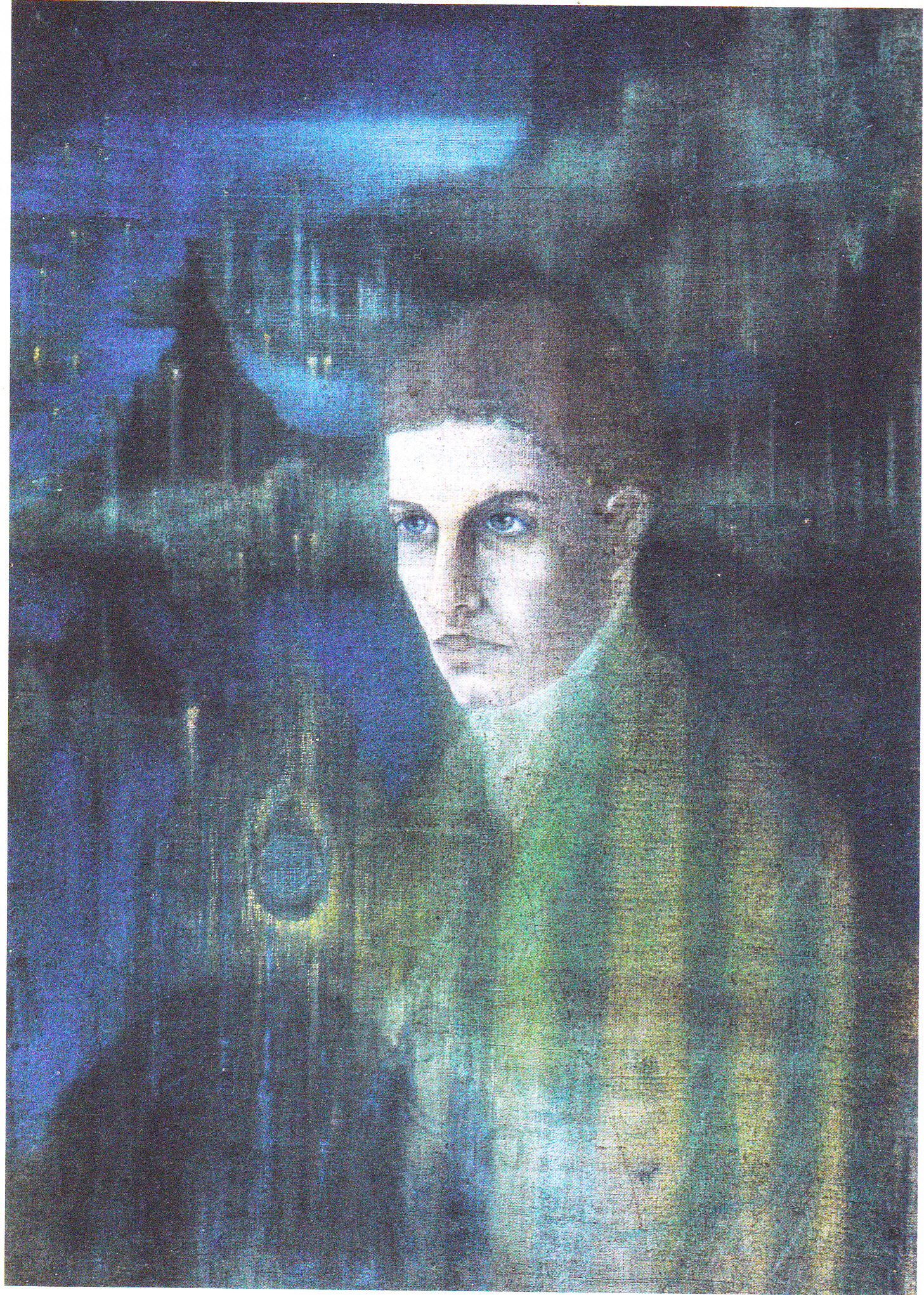
Van Booven (1901)
door Carel de Nerée tot Babberich

Hendrik Cornelis Alexander (Henri) van Booven' (Haarlem, 17 juli 1877 - Den Haag, 31 januari 1964) was een schrijver, dichter en journalist, die in de Nederlandse literatuur vooral bekend is gebleven als eerste biograaf van Louis Couperus (Leven en Werken van Louis Couperus) (1933). Ook was hij goed bevriend met kunstenaar Carel de Nerée tot Babberich.

## Familie
Van Booven werd geboren als zoon van Hendrik van Booven sr. (1852-1882), oud-secretaris van het consulaat van de Verenigde Staten, en Adriana Johanna van Weel (1847-1917). Hij had nog een zus, Geertruida Adriana Johanna van Booven (1879-1922), die in 1907 trouwde met Jacob Grelinger (1875-1964), broer van Charles Grelinger.
Hij trouwde in 1906 met jkvr. Selima Lopes Suasso (1885-1970), lid van de familie Lopes Suasso. Zij was een dochter van jhr. Emanuel Lopes Suasso (1853-1925) en Anna Aletrino (1864-1945), de laatste een zus van de schrijver Arnold Aletrino (1858-1916). Zij kregen een dochter, Selima Eliseba van Booven (1907-1985) die trouwde met J. de Vries jr.

## Literaire loopbaan
Van Booven debuteerde met Witte Nachten in 1901. Deze bundel (proza)gedichten werd grotendeels geschreven onder invloed van Herman Gorter en Franse schrijvers als Charles Baudelaire en Paul Verlaine, die Van Booven via zijn vriend De Nerée tot Babberich leerde kennen.

 In 1898 reisde hij naar Kongo-Vrijstaat maar moest vanwege ernstige malaria begin 1899 alweer terugkeren. Zijn ervaringen in Kongo verwerkte hij in zijn in 1904 verschenen debuutroman Tropenwee. Delen waren al in Witte Nachten verschenen. Tropenwee zou 18 drukken beleven en Van Boovens grootste succes worden. Dit succes zou hij nooit meer evenaren, hoewel hij nog vele romans zou schrijven. Doorgaans waren deze autobiografisch van aard. Zo verschijnt in 1906 Van de vereering des leevens en in 1912 De bruidegom die in literaire, fictieve vorm min of meer verslag doen van het persoonlijk leven van Van Booven in de jaren rond 1900.
In 1907 verscheen de door Edgar Allan Poe en Auguste Villiers de L'Isle-Adam beïnvloede bundel Sproken. De Haagse roman De fraaie comedie heeft als hoofdpersoon een dandy, wat Van Booven een verlate maar bescheiden representant van het literaire fin de siècle maakt.
Door zijn literaire en journalistieke werk was hij ondertussen bevriend geraakt met schrijvers als Lodewijk van Deyssel, Herman Gorter en Cyriel Buysse.
In de Eerste Wereldoorlog was Van Booven enige tijd verslaggever voor de NRC in Vlaanderen. Zijn ervaringen verwerkt hij deels in de zich in Vlaanderen afspelende roman De Scheiding (1919). Tot 1937 bleef hij (buitenlands) verslaggever voor de NRC alsmede voor diverse kleinere (literaire) tijdschriften en periodieken.

### Van Booven en Couperus
Van Booven was bekend met het werk van Couperus (1863-1923) voordat hij hem eind 1915 voor het eerst ontmoette. Die ontmoeting vond plaats bij Cyriel Buysse en werd door Van Booven als volgt beschreven: "(…) en toen kwam Louis zelf, hoog, voornaam, de vorst onder onze intellectueelen. Groot, slank rechtop, gerokt, de handen beringd, rekkend een langen, gouden fijnen ketting, neerlijnend van zijn lorgnon over zijn witte vest. Eigenaardig waren zijn donkere oogen achter groote brilleglazen. Nog zie ik dat traag overwogen gebaar dier enorme handen." Ze ontmoetten elkaar opnieuw wanneer Couperus later dat jaar een lezing houdt in Hilversum.
Al in het sterfjaar van Couperus bleek Van Booven te denken aan een biografie: hij bezocht de weduwe in De Steeg en maakte daar aantekeningen van.
In 1928 was hij initiatiefnemer en eerste voorzitter van het (eerste) Louis Couperus Genootschap. Ook Cyriel Buysse, bij wie Van Booven de schrijver voor het eerst ontmoet had, werd bestuurslid van het genootschap.
Vanaf 1928 begonnen ook voorpublicaties te verschijnen van zijn latere biografie van Couperus, in verschillende literaire en algemene tijdschriften. In 1933 verscheen de biografie dan in boekvorm, bij Schuyt in een genummerde en gesigneerde oplage van 1000 exemplaren. Na de Tweede Wereldoorlog, en mede bij de 100e geboortedag van Couperus, heeft Van Booven nog geprobeerd een herdruk te doen uitgeven van zijn biografie; daar is het echter niet van gekomen.
De biografie werd niet door iedereen goed ontvangen. Met name Menno ter Braak heeft zich negatief over het werk uitgelaten. Het belangrijkste bezwaar was dat het boek zich wel erg bewonderend en eenzijdig positief over zijn subject uitliet. Bovendien werd er niet noemenswaard ingegaan op Couperus' homoseksualiteit, en worden vele personen alleen met hun initialen of zelfs onder een schuilnaam genoemd. Van Booven zelf gaf later aan dat hij niet anders kon, omdat Couperus' weduwe dan nooit met publicatie zou hebben ingestemd. Critici hadden er verder op aan te merken dat het boek onevenwichtig was: sommige boeken worden uitentreuren belicht, terwijl andere nauwelijks de aandacht krijgen.
Frédéric Bastet echter heeft er onder andere in de door hem verzorgde tweede druk van de biografie op gewezen dat Van Booven veel onbekend materiaal heeft kunnen gebruiken dat later verloren is gegaan, bijvoorbeeld de brieven aan jhr. Johan Hendrik Ram. Bovendien heeft Van Booven enkele mondelinge getuigenissen kunnen optekenen. Bastet verzorgde die tweede druk in 1981, met een uitgebreid nawoord en voorzien van een register. Hij volgde Ter Braak grotendeels in zijn kritiek maar rechtvaardigde de herdruk met de wens dat hij kon dienen als bron voor een broodnodige nieuwe Couperusbiografie. Een nieuwe biografie verscheen in 1987, van de hand van Bastet zelf.
Van Booven heeft wel bijgedragen aan de viering van de 100e geboortedag van Couperus, die onder andere gepaard ging met de tentoonstelling Vijf werelden van Couperus in het Letterkundig Museum en de uitgave van een Schrijversprentenboek over Couperus; Van Booven hield ter gelegenheid van de opening van de tentoonstelling daarbij een herdenkingsrede.